# Cleobury Mortimer
Cleobury Mortimer är en stad och en civil parish i kommunen Shropshire i England. Orten har 3 036 invånare (2011). Staden nämndes i Domedagsboken (Domesday Book) år 1086, och kallades då Claiberie/Cleberie.